# 22
Het jaar 22 is het 22e jaar in de 1e eeuw volgens de christelijke jaartelling.

## Gebeurtenissen

### Italië
- Drusus de Jongere bekleedt het ambt van tribunicia potestas voor een periode van 5 jaar.